# Universidad de Kabul
La Universidad de Kabul (pastún: دکابل پوهنتون‎) es una universidad pública ubicada en Kabul, provincia de Kabul, Afganistán. Es la más antigua de las universidades de ese país de Asia. Actualmente tiene una cantidad aproximada de 7000 estudiantes.

## Nombre
Durante su historia, la Universidad de Kabul fue llamada en los dos idiomas principales de Afganistán: en pastún, دکابل پوهنتون‎, trans. Da Kābul Pohantūn, y en dari (dialecto del persa), پوهنتون کابل‎. El actual ministro Karim Khoram ordenó suprimir el nombre persa para muchas instituciones dependientes del Estado, entre ellas esta universidad.

## Historia
La Universidad de Kabul fue establecida en 1931 durante el reinado de Mohamed Nadir Shah, pero abrió sus puertas un año más tarde.
El nivel educativo se elevó rápidamente gracias a acuerdos del gobierno con la Unión Soviética, Alemania, Francia y Estados Unidos, llegando a convertirse en el centro de la intelectualidad afgana y considerándose una de las mejores instituciones de su tipo en Asia.

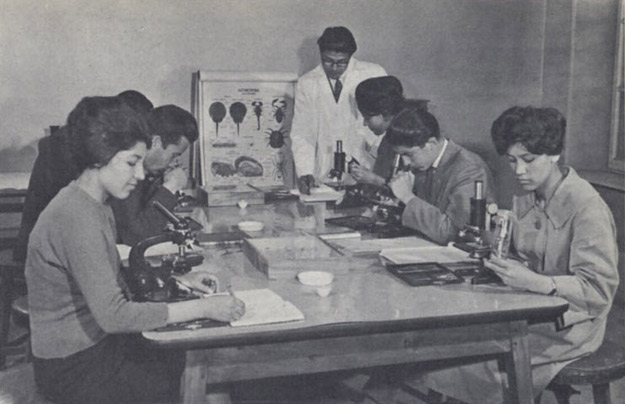
Clase de biología en la Universidad de Kabul durante los años 50.

A partir de la década de los 60 aumentó la politización de la universidad debido en parte a la llegada de académicos educados en el extranjero. De esta época surgen tanto los políticos de izquierda que llevarían adelante la Revolución de Saur como los teólogos integristas que crearon a los muyahidines.
En un enfrentamiento en 1972 entre adeptos a los Hermanos Musulmanes (Ikhwanis) y maoístas (Sholayis), fue asesinado un estudiante y poeta, Saidal Sojandan, por el futuro terrorista Gulbudin Hekmatiar.
La Universidad de Kabul vivió su época dorada durante la República socialista, especialmente bajo el presidente Mohammad Najibulá. Incluso, en 1979, fue fundado un Departamento de Español, con profesores enviados internacionalmente por Cuba, provenientes de las universidades de La Habana y de Camagüey.
Después de la entrada de los fundamentalistas religiosos en Kabul el 27 de abril de 1992, la mayoría del personal abandonó la institución por temor a persecuciones de estos muyahidines. La universidad cesó sus actividades durante gran parte del período fundamentalista (1992-2001).

### 2001 - 2021

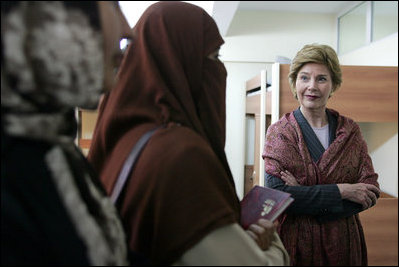
Laura Bush junto a estudiantes femeninas de la universidad en 2005.

Cuando el gobierno extremista de los talibanes fue derrocado en 2001, las nuevas autoridades, con ayuda de la comunidad internacional, se centraron en la reconstrucción de las instituciones educativas. En enero de 2004, la universidad únicamente poseía 24 ordenadores y un estetoscopio. Como parte de su programa de recuperación, la Universidad de Kabul se asoció con cuatro universidades extranjeras, incluyendo la de Purdue y la de Arizona. En 2007 el gobierno de Irán donó fondos a la facultad de odontología de la Universidad de Kabul, así como 25.000 libros. Como la anterior biblioteca fue destruida por los muyahidines, la actual fue construida por los Estados Unidos, convirtiéndose en la biblioteca mejor equipada en Afganistán, con nuevas computadoras, libros y revistas.
En 2008, el campus de la Universidad de Kabul fue dotado de instalaciones de red local por el Centro de Tecnología de la Información de la Universidad de Kabul (ITCK).
A principios de 2020, el rector Babury presentó un nuevo programa para el cambio y el desarrollo de la Universidad de Kabul. Se han realizado progresos significativos en la aplicación de este plan. Este plan se aplicó enérgicamente hasta la llegada de los talibanes.
El 19 de julio de 2019, un coche bomba explotó frente a la universidad. Mató a 8 personas e hirió a otras 33.
Hombres armados del EIIL atacaron la universidad el 2 de noviembre de 2020, matando a 35 personas e hiriendo a 56. El ataque se produjo en torno a las 11:00. Funcionarios de seguridad afganos afirmaron haber detenido a la persona que instigó el atentado. Los tres pistoleros fueron abatidos por las fuerzas afganas y estadounidenses que acudieron al lugar.

### Desde 2021
Tras la ofensiva talibán de 2021, la universidad cayó bajo control talibán.
Los talibanes sustituyeron al canciller Mohammad Osman Babury, profesor de la KU durante muchos años y experto en plantas medicinales, por Mohammad Ashraf Ghairat, combatiente talibán y antiguo estudiante de periodismo. Los críticos señalaron que Ghairat no tenía ninguna cualificación más allá de dirigir una pequeña madraza, y creen que fue nombrado por su lealtad a los talibanes. Al menos 70 miembros del profesorado de la universidad dimitieron tras la instalación de Ghairat, y el resto exigió a los talibanes que anularan la instalación[5]. Ghairat había prometido "librar a la Universidad de Kabul de pensamientos occidentales e infieles", e imponer una política de segregación, declarando: "Mientras no se proporcione un verdadero entorno islámico para todos, no se permitirá a las mujeres acudir a las universidades ni trabajar. El Islam primero".
En octubre de 2021, Ghairat fue sustituido por Osama Aziz, doctor en Jurisprudencia Islámica (ley islámica). En diciembre de 2021 las clases siguen suspendidas y la investigación en la universidad está paralizada. Faizullah Jalal, trabajador universitario y crítico con los talibanes, fue detenido en 2022.
La Universidad de Kabul reabrió sus puertas el 26 de febrero de 2022, con las alumnas por la mañana y los alumnos por la tarde. Aparte de la clausura del departamento de música, se informó de pocos cambios en el plan de estudios. Además, la nueva administración no ha prohibido formalmente a los profesores dar clase a las alumnas. Las alumnas están obligadas a llevar abaya y hiyab para asistir, aunque aún está por ver con qué rigor se aplicará esta norma, ya que algunas llevaban un chal en su lugar. Al parecer, la asistencia fue baja el primer día, posiblemente debido al temor persistente a los talibanes o a las dificultades económicas que afectan a los afganos tras los recortes de la ayuda exterior y las sanciones financieras de Estados Unidos.

## Estructura
La Universidad de Kabul tiene diez facultades, de las cuales nueve están en esa ciudad y una en Pakistán.

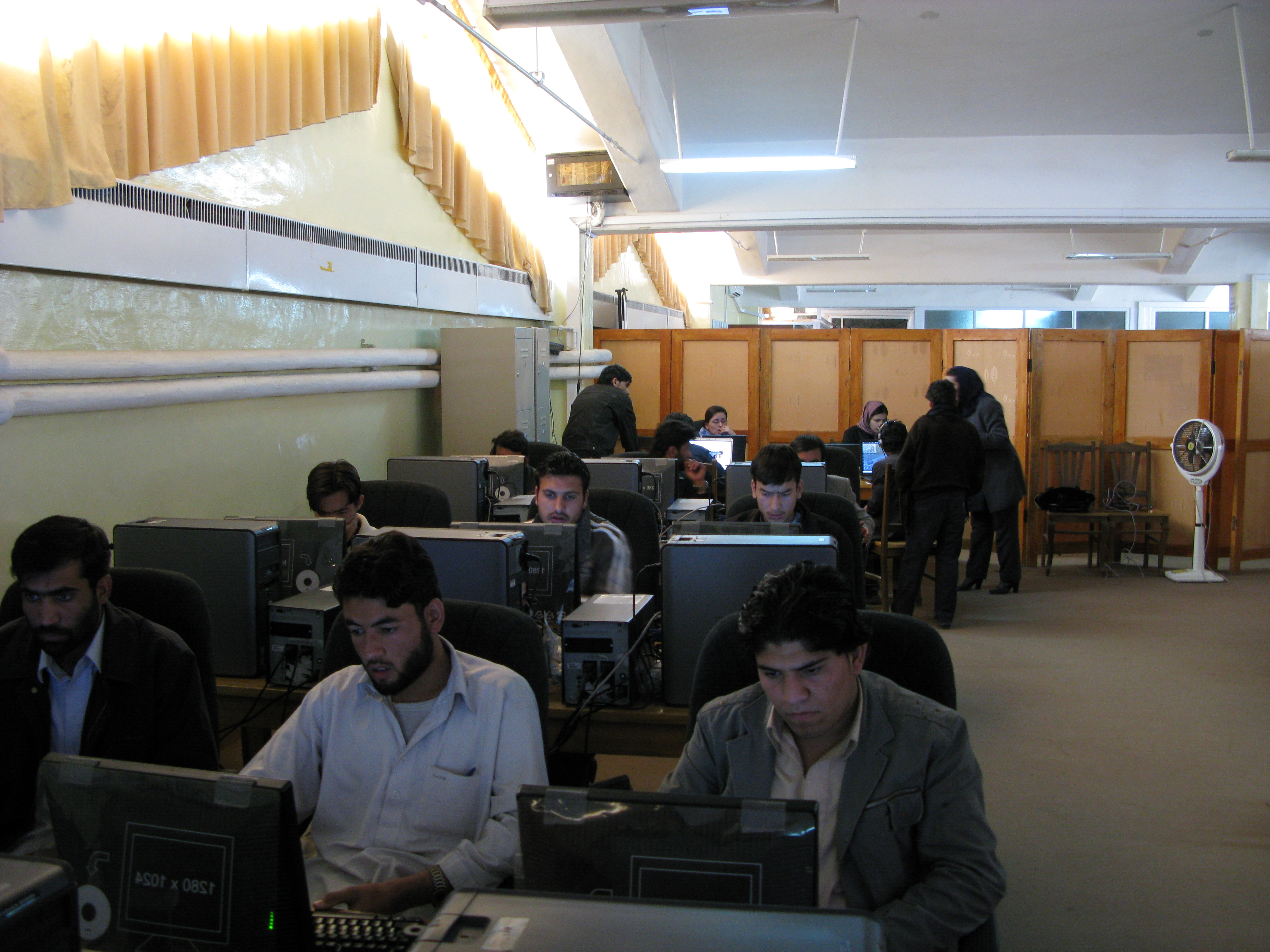
Sala de ordenadores.

- Facultad de Derecho y Ciencias Políticas. Cuenta con dos departamentos: Derecho y Administración (Ciencias Políticas).
- Facultad de Ciencias. Cuenta con cuatro departamentos: Biología, Química, Matemáticas y Física.
- Facultad de Ciencias de la Computación. Anteriormente un departamento de la Facultad de Ciencias.
- Facultad de Ciencias Económicas. Cuatro departamentos: Estadística, Finanzas, Administración de Negocios y Economía Nacional.
- Facultad de Ingeniería. Cuatro departamentos: Arquitectura, Ingeniería Civil, Ingeniería Mecánica e Ingeniería Eléctrica. Alrededor de 600 estudiantes matriculados.
- Facultad de Farmacia. Cinco departamentos: Farmacognosia, Farmacología, Química Farmacéutica, Farmacia y Bioquímica y Análisis de Alimentos. Cuenta con siete laboratorios de funcionamiento y, recientemente, el nuevo plan de estudios de esta facultad ha sido aprobado y se está aplicando. Aprox. 400 estudiantes
- Facultad de Agricultura, cuenta con seis departamentos: Economía Agrícola, Agronomía, Ciencia Animal, Forestal y Recursos Naturales, Horticultura y Sanidad Vegetal.
- Facultad de Ciencias Veterinarias. Cinco departamentos: Paraclínico, Preclínica, Clínica, Ganadería e Higiene de los Alimentos.
- Facultad de Periodismo. Dos departamentos: Radio y Televisión y Prensa Escrita.
- Facultad de Artes Allama Iqbal. Construida a un costo de alrededor de $10 millones fue establecida en 2010 en el vecino Pakistán. El edificio consta de 28 aulas, dos salas de seminario, una biblioteca, dos laboratorios de computación, 20 oficinas de la facultad. Un área de 13.320,3 metros cuadrados.

## Alumnos notables
- Babrak Karmal, abogado, presidente de la República.
- Mohammad Najibulá, ginecólogo, presidente de la República.
- Anahita Ratebzad, médica, vicepresidente de la República.
- Sultán Alí Keshtmand, economista, primer ministro, vicepresidente de la República.
- Sulaiman Laiq, poeta, autor de la letra del antiguo himno nacional, estudió en la antigua Facultad de Literatura.
- Mohammed Hassan Kakar, historiador, profesor en esta universidad.
- Abdullah Abdullah, oftalmólogo, ministro.
- Burhanuddin Rabbani, teólogo, terrorista, presidente del Estado Islámico.
- Gulbudin Hekmatiar, terrorista, estudió ingeniería pero no completó.